# Bastareny
El riu Bastareny, al Berguedà, neix a les fonts del Bastareny o de l'Adou, al municipi de Gisclareny, on forma un paratge natural de gran bellesa. És afluent de capçalera per la dreta del Llobregat. Té un règim hídrològic de caràcter nivopluvial, amb fortes oscil·lacions estacionals. Recull les aigües de la serra de Monnell, les del coll de Tancalaporta i les de la baga de Murcurols. Per la dreta rep el torrent de Turbians i per l'esquerra el riu de Gréixer, passa per Bagà i desguassa al riu Llobregat a Guardiola de Berguedà. Les seves aigües s'aprofiten per la industria.
L'Agència Catalana de l'Aigua defineix el Bastareny com un riu del tipus "A" que és l’associat a rius de clima mediterrani més humit o amb capçaleres de pluviometria elevada. Rius permanents i que rarament s'assequen. En general, correspon a règims amb màxims acusats a la primavera i del subtipus "A.1" característic de rius d’alta muntanya mediterrània (capçaleres del Ter, del Llobregat o del Cardener), on el règim nival és notori, la qual cosa fa que els mínims es produeixin a l’hivern, i els màxims s'associïn al desglaç a la primavera.

## Bastareny, etimologia
La gran massa de testimonis medievals orienta decididament cap a una etimologia germànica, "best": millor. Apareix «flumine Bestessen» en un antic document de 1061, on es parla del monestir de Sant Llorenç de Bagà: «fundatus prope alveo Bestasinde». Tal volta Bastareny no fora derivat directament d'un nom propi germànic, sinó un dérivat d'un nom ibèric amb la terminació "-en" ben coneguda en basc i en les inscripcions ibériques.

## Conca del Bastareny
La conca abraça un asuperfície d’aproximadament 79,6 km². El carst superficial hi té un desenvolupament important. El Bullidor de Sant Esteve és la font principal més baixa a 920 m. El total de l’aportació d’origen subterrani el determina l'estació del pont del Molí del Puig. L’aportació total anual és de l’ordre de 86 hm3.
L’anàlisi matemàtica de l'hidrograma permet calcular el volum de reserves hídriques subterrànies que en el sistema del Bastareny és superior a 11 hm3.
| El Bastareny | àrea de conca (km²) | aportació natural (hm3/any) | cabal bàsic (m3/s) | aportació de manteniment (hm3/any) |
| ------------ | ------------------- | --------------------------- | ------------------ | ---------------------------------- |
| Bagà         | 61,3                | 26,76                       | 0,190              | 6,55                               |
| Tram final   | 79,6                | 86,26                       | 0,250              | 8,61                               |

El cabal bàsic es defineix com el cabal mínim que cal mantenir en la llera, sempre i quan es doni de manera natural.
L'aportació de manteniment és el règim o suma de cabals mínims que cal mantenir a la llera al llarg del temps, sempre que es donin de manera natural. Està format pel cabal bàsic modulat temporalment a partir de la variabilitat hidrològica pròpia dels sistemes fluvials mediterranis. També anomenat cabal ambiental, cabal ecològic o demandes ambientals. Té una funció ecològica prioritària per a garantir unes condicions mínimes acceptables d’habitabilitat, que s'obté de manera independent dels condicionants socioeconòmics i alteracions antròpiques del règim i magnitud dels cabals dels rius.

### El Bastareny
El Bastareny recull les aigües de dues valls principals (Bastareny i Gréixer). La conca hidrogràfica s'estén d'est a oest entre el coll de Tancalaporta i la collada de Comabella, Els cims i punts més elevats són el Puig Terrers de 2.466 m a l'extrem occidental i la Tosa de 2.536 m al límit oriental de la conca. A Guardiola de Berguedà, al sud del nucli urbà (713 m), s'aiguabarreja amb el riu Llobregat .
Afluents per l'esquerra: torrent de la Muga; torrent de Pradell; torrent de Monnell; torrent de la Font del Faig; torrent dels Trulls; torrent del Casot; riu de Gréixer; torrent de Paller; torrent de sant Marc; torrent del Mig; rec de Rotllan.
Afluents per la dreta: torrent de Murcurols; torrent del Puig; torrent de les Abeurades; els Torrentons; torrent de Turbians, torrent del Bacs.

#### El riu de Gréixer
El riu de Gréixer condueix les aigües del torrent de Fontbona, a l'est del coll d'Escriu, on hi aflueixen les aigües del torrent de la Mena de l'Or i de la Serp. Per la banda oriental hi aflueix el torrent de l'Hospitalet que baixa del coll de Pal. El riu de Gréixer s'aiguabarreja amb el Bastareny a Bagà, a prop de la central hidroelèctrica de Pendís (800 m).

## L'aqüífer
Les dous o fonts del Bastareny presenten una tipologia semblant a les del Llobregat. Corresponen també a una surgència puntual d’un aqüífer calcari de capçalera, en aquest cas les calcàries paleògenes i mesozoiques que formen la serra del Cadí, albergant la divisòria hidrogràfica entre el Llobregat i el Segre. És un aqüífer irregular, constituït per diversos nivells carbonatats, discontinus i separats per intercalacions margo-detrítiques, amb una disposició inclinada al sud. Estan més desenvolupades en el sector occidental (Segre) on assoleixen fins a 900 m de gruix en la serra del Cadí, mentre que cap a l'est (Bastareny) disminueixen fins a uns pocs centenars de metres, i flaquegen pel sud fins a la serra del Moixerò. L’aflorament té una superfície de 52 km² a la vall del Bastareny, i s'estén de manera contínua uns 22 km² més cap a la conca del Segre. Constitueix un aqüífer de naturalesa càrstica, vinculat als nivells calcaris, Es recarrega gràcies a les precipitacions i descarrega de forma natural en els cursos superficials mitjançant surgències puntuals. En el sector occidental, a la serra del Cadí, el límit nord és una divisòria subterrània i el límit meridional una vora impermeable. En general pren la forma de barres verticalitzades entre les formacions detrítiques i margoses amb unes condicions generals de baixa permeabilitat. El funcionament hidràulic del conjunt correspon a una dinàmica multicapa (a gran escala) molt vinculada a la disposició, a l'estructura tectònica i als canvis litològics laterals. El drenatge de l’aqüífer, forçat per l'encaixament verticalitzat de l’aflorament, es produeix de forma transversal cap a les valls de la Vansa (Segre) per l’oest, i cap a la vall del Bastareny per l'est. De fet, les Dous del Bastareny se situen a l'extrem oriental d’un gran aflorament de calcàries del paleogen. Es disposa de poques referències sobre el cabal de la surgència, amb estimacions de fins a 0,2 m3 /s i una aportació anual mitjana de 39 hm3 al riu Bastareny (IGME,1985), fet que fa necessari estendre la conca subterrània al vessant Segre.

## Fonts càrstiques del Bastareny

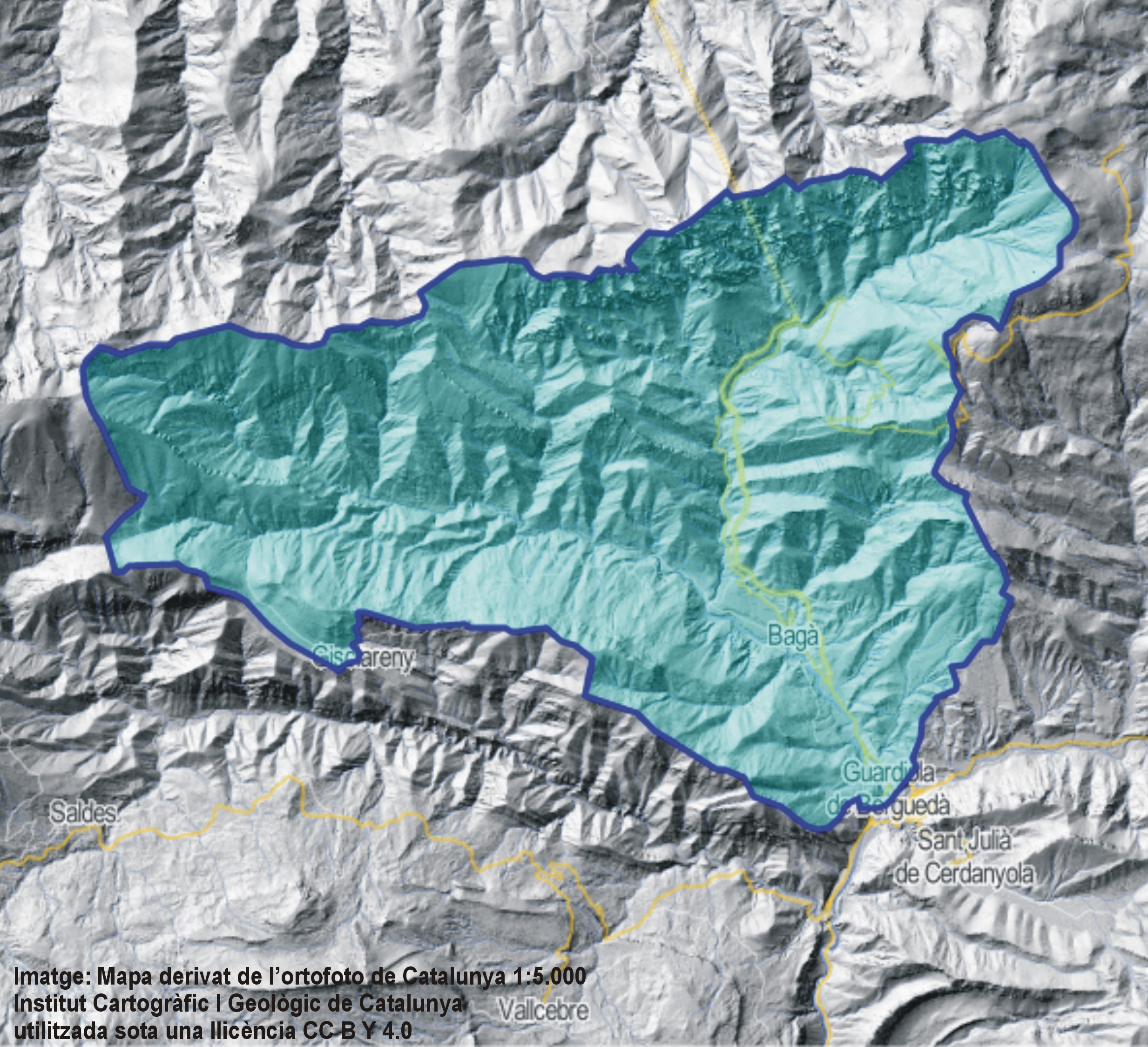
Imatge-Mapa: Conca hidrogràfica del riu Bastareny

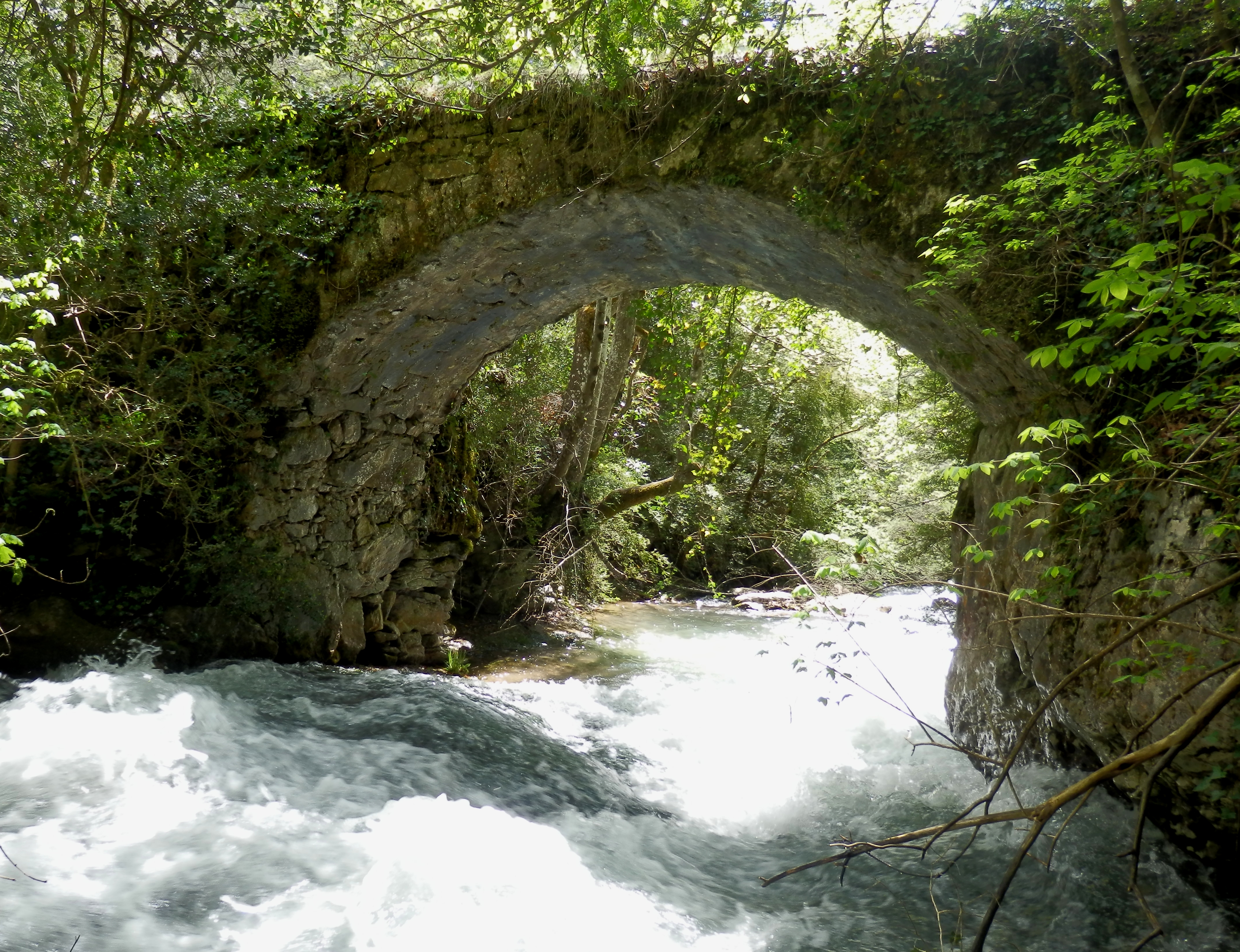
Pont del Bullidor de la Llet al torrent de la Font del Faig, El Bastareny